# ناحیه مارتینزویل، شهرستان کلارک، ایلینوی
ناحیه مارتینزویل، شهرستان کلارک، ایلینوی (به انگلیسی: Martinsville Township) یک منطقهٔ مسکونی در ایالات متحده آمریکا است که در شهرستان کلارک، ایلینوی واقع شده‌است. ناحیه مارتینزویل ۱٬۶۰۲ نفر جمعیت دارد و ۱۹۶ متر بالاتر از سطح دریا واقع شده‌است.